# Andreas Wolff
Andreas Wolff (Euskirchen, 3 de marzo de 1991) es un jugador de balonmano alemán que juega como portero en el THW Kiel y en la selección de balonmano de Alemania.
Ganó el Campeonato Europeo de Balonmano Masculino de 2016 con su selección tras ganar a la Selección española de balonmano. Fue nombrado mejor portero del torneo y entró en el equipo ideal del mismo.
También ha logrado el bronce en los Juegos Olímpicos de Río de Janeiro 2016.

## Palmarés

### Selección nacional
| Juegos Olímpicos   | Juegos Olímpicos | Juegos Olímpicos  | Juegos Olímpicos |
| Año                | Lugar            | Medalla           |                  |
| ------------------ | ---------------- | ----------------- | ---------------- |
| 2016               | Río de Janeiro   | Medalla de bronce |                  |
| 2024               | París            | Medalla de plata  |                  |
| Campeonato Europeo |                  |                   |                  |
| Año                | Lugar            | Medalla           |                  |
| 2016               | Polonia          | Medalla de oro    |                  |

### THW Kiel
- Copa de Alemania de balonmano (2): 2017, 2019
- Copa EHF (1): 2019

### Kielce
- Liga de Polonia de balonmano (4): 2020, 2021, 2022, 2023
- Copa de Polonia de balonmano (1): 2021

## Clubes
- TV Großwallstadt (2009-2013)
- HSG Wetzlar (2013-2016)
- THW Kiel (2016-2019)[7]
- KS Kielce (2019-2024)[8]
- THW Kiel (2024- )